# مطار نانجينغ داجياوتشانغ
مطار نانجينغ داجياوتشانغ (بالإنجليزية: Nanjing Dajiaochang Airport)‏ و(بالصينية: 南京大校场机场) (إياتا: NKG، إيكاو: ZSNJ) مطار عسكري/عام سابقاً يقع بمدينة نانجينغ في جيانغسو في الصين. يبلغ طول المدرج 2200 م .

## وصلات خارجية
- http://www.flightstats.com/go/Airport/airportDetails.do?airportCode=NKG